# Dasyphyllum
Dasyphyllum  es un género de plantas con flor de la familia de las asteráceas. Comprende 44 especies descritas y de estas, 41 aceptadas.

## Descripción
Este es uno de los pocos géneros de las asteráceas que son árboles o arbustos. Hojas alternas, coriáceas, de borde entero y pubescente, ápice mucronado o espinoso, trinervadas; axila de las hojas con más de una espina. Cabezuelas discoides en cima, pequeñas a grandes,  racimos o solitarias; involucro acampanado con muchas brácteas imbricadas en numerosas series, coriáceas, mucronadas, espinosas en el ápex; receptáculo plano, cerdosas o pubescentes. Flores 5 a numerosas,  raramente unisexuales; corola tubular, 5-lobulada, pubescente, blancuzca a violácea; estambres 5, en el tercio inferior del tubo, anteras sagitadas en la base, apéndice apical bilobulado o truncado; estilo bilobulado, papiloso en la parte superior. Aquenios cilíndricos u obovoides, villosos; vilano con cerdas plumosas.

## Distribución
Consta de 35 especies de Sudamérica: sudeste de Brasil,dos de Chile, pocas especies en los Andes. En Ecuador: tres especies andinas: D. argenteum H.B.K., D. lehmannii (Hieron.) Cabrera y D. popayanense (Hieron.) Cabrera.

## Taxonomía
El género fue descrito por Carl Sigismund Kunth y publicado en Nova Genera et Species Plantarum (folio ed.) 4: 13–14. 1820[1818].
Etimología
El nombre del género proviene del griego y significa "hojas peludas".

## Especies aceptadas
A continuación se brinda un listado de las especies del género Dasyphyllum aceptadas hasta junio de 2012, ordenadas alfabéticamente. Para cada una se indica el nombre binomial seguido del autor, abreviado según las convenciones y usos.
- Dasyphyllum argenteum Kunth
- Dasyphyllum armatum (J.Kost.) Cabrera
- Dasyphyllum brasiliense (Spreng.) Cabrera
- Dasyphyllum brevispinum Sagást. & M.O.Dillon
- Dasyphyllum cabrerae Alva
- Dasyphyllum candolleanum (Gardner) Cabrera
- Dasyphyllum chapadense (S.Moore) Cabrera
- Dasyphyllum colombianum (Cuatrec.) Cabrera
- Dasyphyllum cryptocephalum (Baker) Cabrera
- Dasyphyllum diacanthoides (Less.) Cabrera
- Dasyphyllum donianum (Gardner) Cabrera
- Dasyphyllum excelsum (D.Don) Cabrera
- Dasyphyllum ferox (Wedd.) Cabrera
- Dasyphyllum flagellare (Casar.) Cabrera
- Dasyphyllum floribundum (Gardner) Cabrera
- Dasyphyllum fodinarum (Gardner) Cabrera
- Dasyphyllum horridum (Muschl.) Cabrera
- Dasyphyllum hystrix (Wedd.) Cabrera
- Dasyphyllum inerme (Rusby) Cabrera
- Dasyphyllum lanceolatum (Less.) Cabrera
- Dasyphyllum latifolium (Gardner) Cabrera
- Dasyphyllum lehmannii (Hieron.) Cabrera
- Dasyphyllum leiocephalum (Wedd.) Cabrera
- Dasyphyllum leptacanthum (Gardner) Cabrera
- Dasyphyllum luetzelburgii
- Dasyphyllum maria-lianae Zardini & Soria
- Dasyphyllum orthacanthum (DC.) Cabrera
- Dasyphyllum popayanense (Hieron.) Cabrera
- Dasyphyllum reticulatum (DC.) Cabrera
- Dasyphyllum spinescens (Less.) Cabrera
- Dasyphyllum sprengelianum (Gardner) Cabrera
- Dasyphyllum synacanthum (Baker) Cabrera
- Dasyphyllum tomentosum (Spreng.) Cabrera
- Dasyphyllum trichophyllum (Baker) Cabrera
- Dasyphyllum vagans (Gardner) Cabrera
- Dasyphyllum varians (Gardner) Cabrera
- Dasyphyllum velutinum (Baker) Cabrera
- Dasyphyllum vepreculatum (D.Don) Cabrera
- Dasyphyllum weberbaueri (Tovar) Cabrera